# Overdenture
L'overdenture è un sistema costituito da una protesi totale o parziale rimovibile, ancorata a radici naturali opportunamente trattate o a radici artificiali, (impianti), in titanio composte da due parti distinte: la vite (fixture) e la testa (abutment).
La vite è quella parte che deve essere inserita nell'osso mascellare o nella mandibola, ed è una vera vite filettata che deve essere avvitata. Nella parte che sporge dall'osso dopo essere stata inserita, ha una filettatura (maschio o femmina a seconda del sistema adottato) nella quale deve essere avvitata la testa. L'impianto con filettatura femmina è chiamato a connessione interna, quello con filettatura maschio è chiamato a connessione esterna. Gli ultimi modelli di viti prevedono l'accoppiamento conometrico tra vite ed testa, piuttosto che l'accoppiamento tramite filettatura.
La testa è composta da una sfera con un prolungamento filettato che si inserisce avvitandolo, nella vite.
A procedimento terminato si vedranno sporgere dalla mucosa delle piccole sfere metalliche. Queste costituiscono gli attacchi sui quali sarà ancorata la dentiera.
La dentiera, inoltre, deve poter essere fissata alle sfere. A questo scopo vengono inseriti nella base della dentiera, in corrispondenza delle sfere, delle calotte in teflon che saranno il congiungimento tra la dentiera stessa e l'impianto. Questo sistema rende stabile la dentiera mantenendo la possibilità di toglierla, pulirla e reinserirla con facilità.